# ماكس أدلر

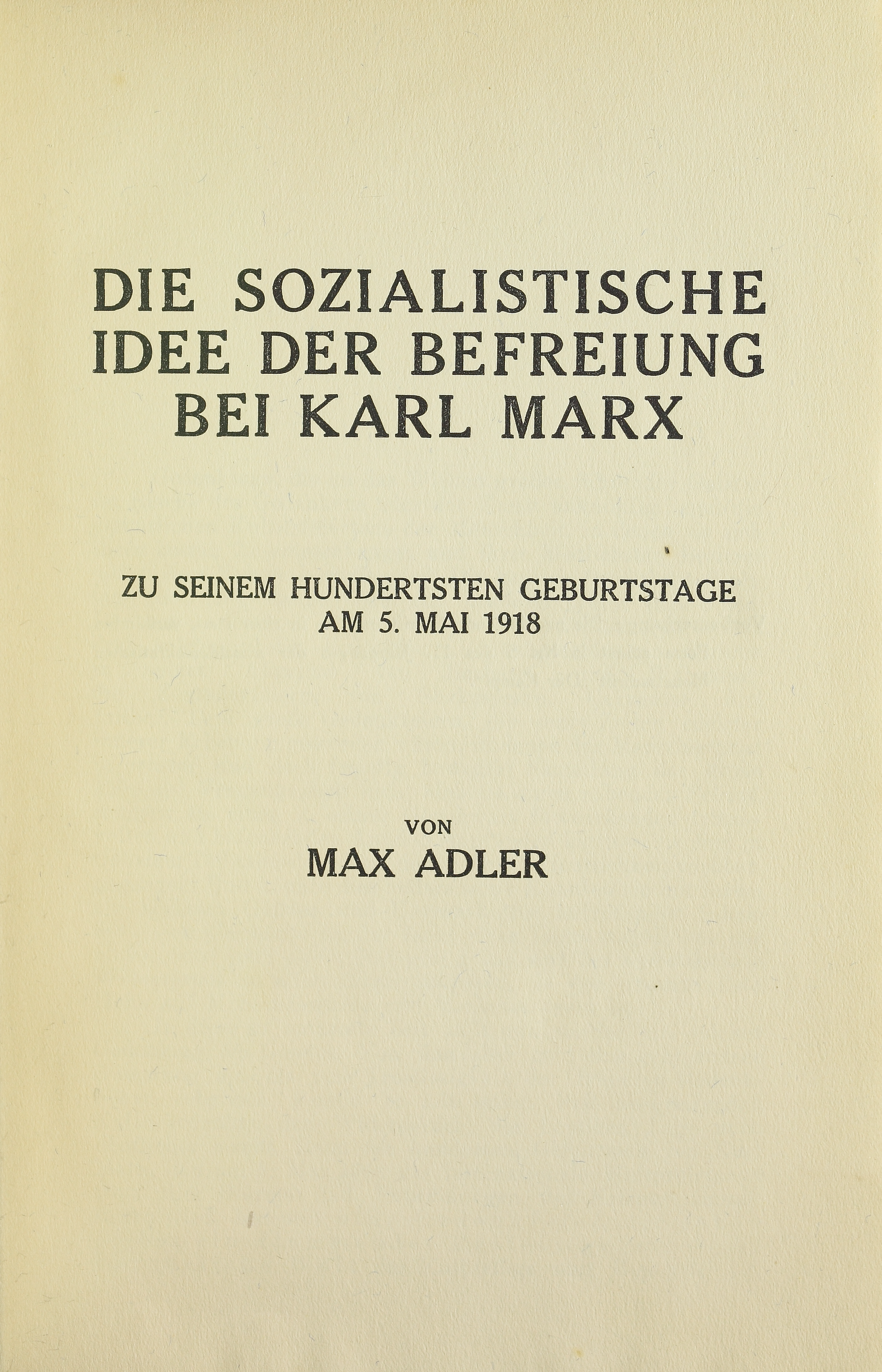
Sozialistische Idee der Befreiung bei كارل ماركس, 1918

ماكس أدلر (بالألمانية: Max Adler)‏ (1873 - 1937 م) من أبرز ممثلي الماركسية النمساوية في النصف الأول من القرن العشرين.